# Rudolf von Roth
Rudolf von Roth, född den 3 april 1821 i Stuttgart, död den 23 juni 1895 i Tübingen, var en tysk indolog.
Roth, som var lärjunge av Ewald och Burnouf, var sedan 1848 professor i sanskrit och jämförande språkforskning och sedan 1856 jämväl bibliotekarie vid universitetet i Tübingen. År 1873 blev han adlad.
Roth hade en enorm betydelse - såväl i egenskap av lärare som författare - för utvecklingen av sanskritstudiet och den därmed i sammanhang stående språkvetenskapen. Inom sanskritfilologin ägnade sig Roth företrädesvis åt veda-studiet, särskilt Rig Veda, och resultaten av den forskningen lade han huvudsakligen ned i sitt nedannämnda stora ordboksarbete.
Roths filologiska program var att tolka veda ur dess egna förutsättningar efter allmänt giltiga filologiska grundsatser, således att frigöra studiet därav från den indiska kommentarlitteraturen, som för ingen del finge anses vara grundad på en oavbruten och ogrumlad tradition. Roth bildade således den moderna filologiska skolan i vedaforskningen.
I tillämpningen av sina grundsatser, särskilt i åsidosättande av de indiska kommentarerna, torde denna skola ibland förfarit ensidigt, varom gensägelser från vedaforskare som Ludwig, Bergaigne, Pischel, Geldner med flera vittnar. Men i stort sett torde den ändock ha avgått med segern.
Hans lilla avhandling  Zur litteratur und geschichte des weda  (1846) är banbrytande och epokgörande för vedastudierna. Senare utgav han Yaskas Nirukta (1852), ett för vedatolkningen viktigt sanskritverk,  samt (tillsammans med Whitney) 
Atharvaveda (I, 1856). 
Tillsammans med Böhtlingk redigerade Roth den monumentala, av vetenskapsakademien i Petersburg utgivna Sanskrit-wörterbuch (1853-75, 7 stora kvartvolymer), i vilken Roth hade veda-litteraturen på sin lott.
Synnerligen viktiga bidrag lämnade Roth också till det av Böhtlingk ensam redigerade ordboksarbetet  Sanskrit-wörterbuch in kürzerer fassung (1879-89).
Bland Roths många övriga avhandlingar må nämnas:
- Über den Atharvaveda (1856)
- Über den mythus von den fünf menschengeschlechtern (1860)
- Über die vorstellung vom schicksal in der indischen spruch-weisheit (1866)
- Der Atharvaveda in Kashmir (1875)
- Über yacna 31 (1876)
- Über gewisse kurzungen des wortendes im Veda (i "Verhandlungen des VII. internationalen Orientalisten-Congresses",1888)

samt bidrag till det av Geldner och Kaegi utgivna arbetet Siebenzig lieder des Rigveda (1875). 
Roth publicerade för övrigt en förteckning över Tübingen-bibliotekets indiska handskrifter (1865) och 
Urkunden zur geschichte der universität Tübingen (1877).